# Frassineto Po
Frassineto Po (piemontiul: Frassiné da Pò) település Olaszországban, Piemont régióban, Alessandria megyében. Lakosainak száma 1364 fő (2023. január 1.).